# ۱۳ آذر
۱۳ آذر دویست و پنجاه و نهمین روز از سال در گاه‌شماری خورشیدی است. به پایان سال ۱۰۶ روز (۱۰۷ روز در سال کبیسه) باقی‌است.

## رویدادها
- ۱۳۹۰ - دستیابی به پهپاد آرکیو ۱۷۰ آمریکا در خاک ایران
- ۱۳۹۹ - سازمان عفو بین‌الملل با انتشار گزارشی از مقامات ایرانی خواست بی‌درنگ اجرای احکام قطع انگشتان دست شش زندانی به‌نام‌های هادی رستمی، مهدی شرفیان، مهدی شاهیوند، کسری کرمی، شهاب تیموری آینه، و مهرداد تیموری آینه را متوقف کند

## زادروزها
- ۱۳۱۵ - واروژان، یکی از بنیان‌گذاران موسیقی پاپ ایرانی
- ۱۳۳۲ - مریم رجوی، رهبر سازمان مجاهدین خلق ایران
- ۱۳۴۹ - مریم سرمدی، بازیگر
- ۱۳۶۹ - مجتبی شهبازی، گل گلاب
- ۱۳۷۴ - امیر محمد متقیان، مجری و بازیگر کودک

## درگذشت‌ها
- ۱۳۶۰ - جلال‌الدین تاج اصفهانی، استاد آواز
- ۱۳۹۳ - مریم بهنام، فعال اجتماعی و نویسنده

## مناسبت‌ها
- ایران - روز بیمه.[۱]